# Puig Ventós (el Tec)
El Puig Ventós és una muntanya del Pirineu, de 1.351 metres d'altitud. Pertany al massís del Canigó; és a la comarca del Vallespir, a tocar de la del Conflent, a la Catalunya del Nord, damunt del termenal de les comunes de Montferrer i el Tec. És a la carena que separa els termes comunals de Montferrer i del Tec, a la part septentrional d'aquest termenal, a prop del triterme amb Cortsaví. És al costat nord-oest del Pla de la Faja i al nord del Mas Ventós, que en pren el nom.